# ليفينغستون دبليو. هوستون
ليفينغستون دبليو. هوستون (بالإنجليزية: Livingston Waddell Houston)‏ هو أستاذ جامعي أمريكي، ولد في 18 يناير 1891 في وويومينغ في الولايات المتحدة، وتوفي في 22 نوفمبر 1977 في تروي في الولايات المتحدة.